# Phytomyza virgaureae
Phytomyza virgaureae är en tvåvingeart som beskrevs av Erich Martin Hering 1926. Phytomyza virgaureae ingår i släktet Phytomyza och familjen minerarflugor. Arten är reproducerande i Sverige. Inga underarter finns listade i Catalogue of Life.